# レティファシス
レティファシス（Retifacies）は、約5億年前のカンブリア紀に生息した化石節足動物の一属。網目状の背面と分節した尾をもつ。中国雲南省の澄江動物群で見つかった Retifacies abnormalis という1種のみ知られている。

## 形態

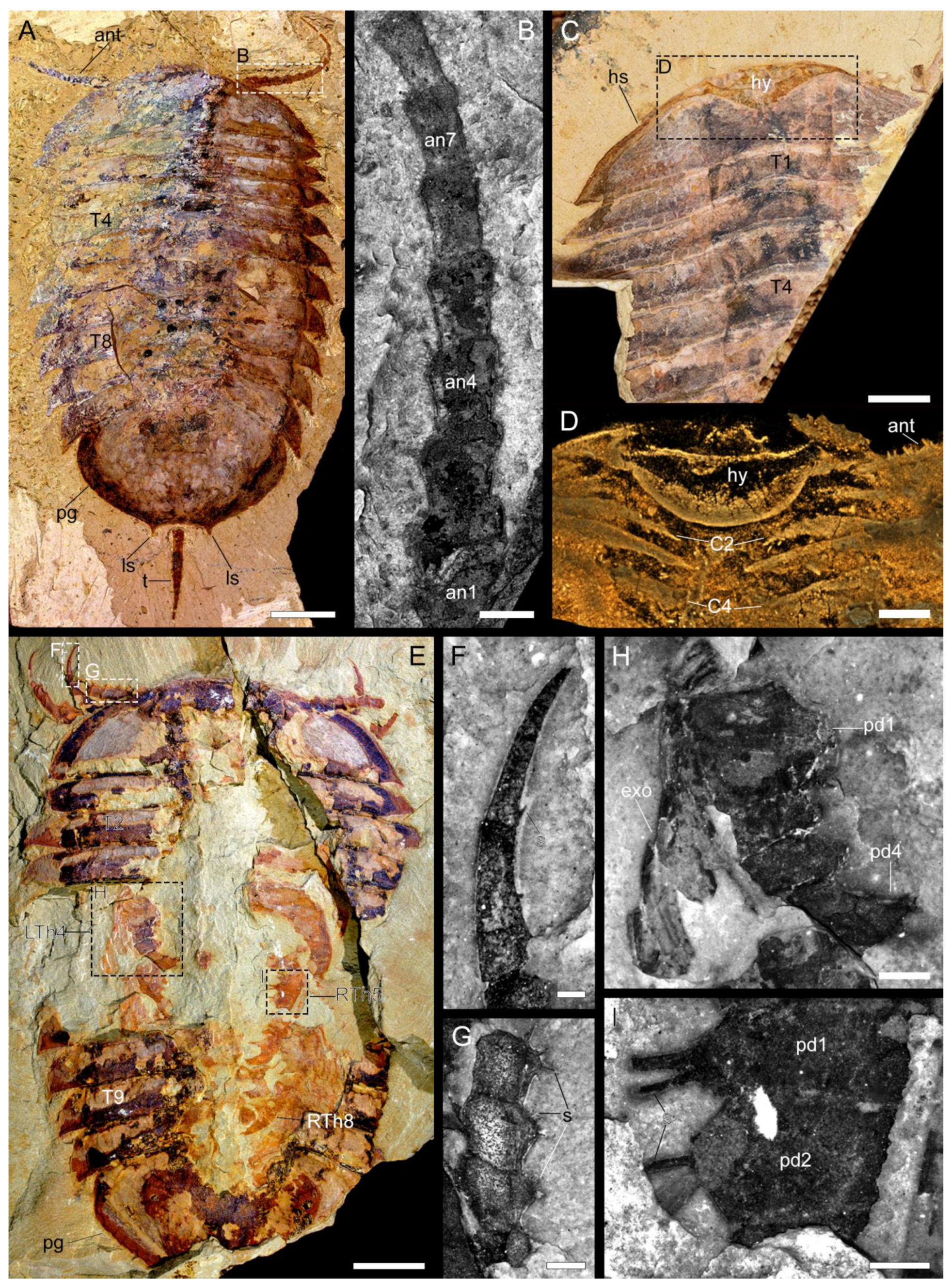
化石標本
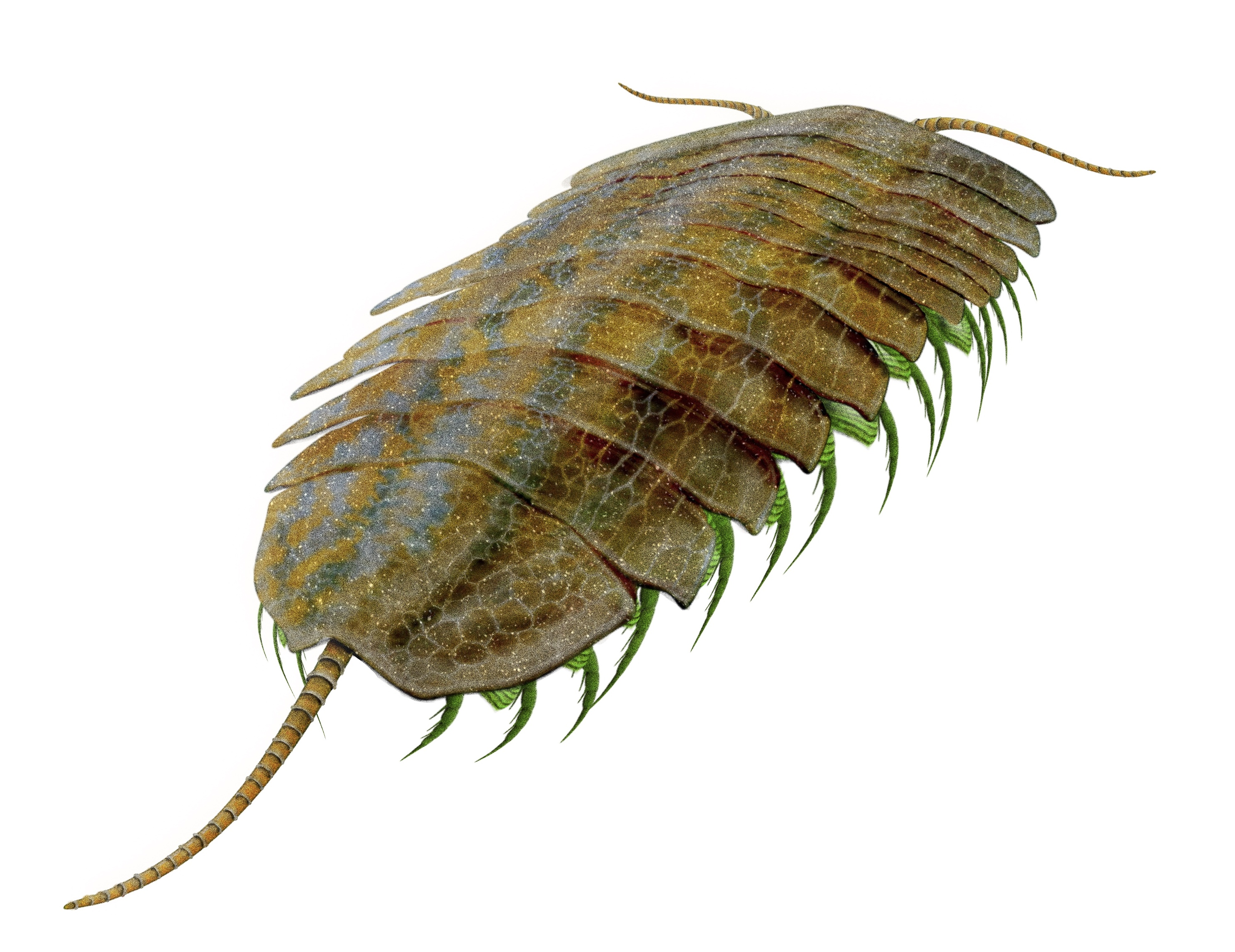
復原図

体長（触角と尾刺を除く）は主に約3cmから9.5cm、横幅約1.7cmから7.2cmに及ぶが、体長35cmにも及ぶ非常に大型の標本も記載されている。全身は上下に平たいカプセル状で、数多くの体節は頭部 (head, cephalon) ・胸部 (thorax) ・尾部 (pygidium) という3つの合体節に分かれている。
背面の外骨格表面に数多くの五角形と六角形の網目状構造が生えており、大型個体ほど網目が小さく、生える面積が少なくなる傾向をもつ。頭部は半楕円形の背甲 (cephalic shield) に覆われており、長さは横幅の1/4未満、体長の8-16%ほど短い。胸部は体長の53–64%ほど長く、体節に対応する10枚の背板 (tergite) に覆われている。それぞれの胸部背板は両後端が尖り、後方のものほど三日月状に湾曲するが概ね同形である。尾部背板は体長の22–34%ほど長く、滑らかな台形で末端に1対の短い棘がある。

### 腹面構造

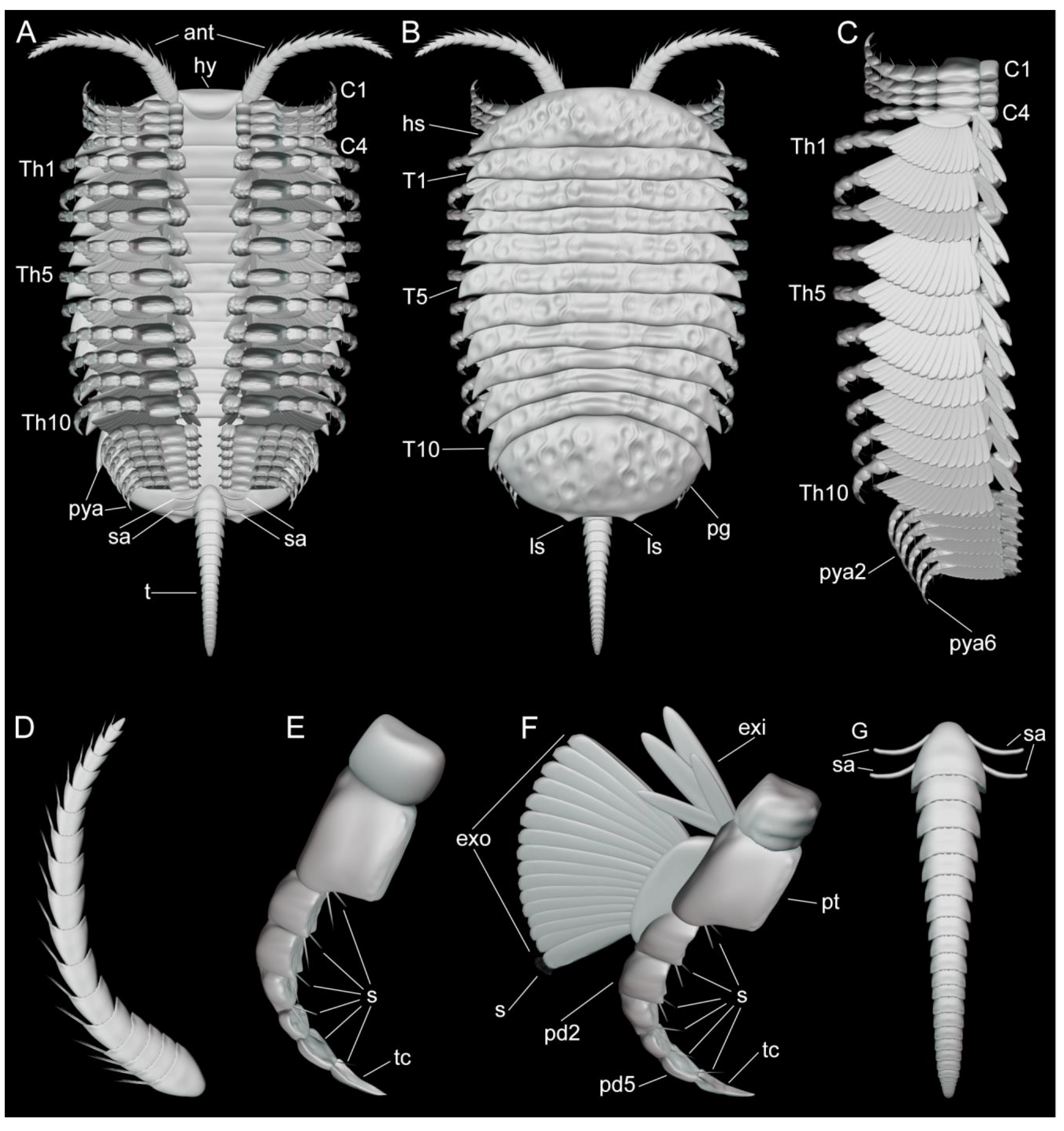
3D復元（各部詳細：）

腹面は順に1枚のハイポストーマ (hypostome)・1対の触角・19-20対の脚・1本の尾刺 (tailspine) が配置される。ハイポストーマは半円形で背甲前縁と隣接し、第1脚の間まで伸びる。触角はハイポストーマの左右から突き出し、17ほどの節ごとに細い棘が並んでいる。Hou & Bergström 1997 では触角のすぐ隣に眼柄で突出した側眼（複眼）があるとされていたが、Zhang et al. 2022 の再記載では他の標本からそれらしき構造が見当たらず、おそらく無眼であったとされる。
数多くの脚のうち最初の4対が頭部に、途中の10対が胸部に、最後の5-6対が尾部に由来し、後者は大型個体の方が多い（Hou & Bergström 1997 では頭部が3対、尾部が5対のみとされた）。脚の原節 (protopod, basipod) は単調な長方形で内突起 (endite) をもたず、内肢 (endopod) は歩脚型で5節と1本の爪に分かれ、節ごとに1対の細い内突起が内側に生えている（Hou & Bergström 1997 では原節から爪まで鋸歯状の内突起をもつとされた）。最初の3対は単枝型で原節と内肢のみからなるが、残り全ては同形の二叉型で、原節の外側に外肢 (exopod) と外葉 (exite) がある。外肢自体は目立たない1節の楕円形であるが、縁に並んだ葉状の構造体 (lamella) は長大で、先端の1枚のみ縁辺部に細かな剛毛 (seta) が生えている。外葉は前述した構造体と似た葉状で、外肢の直前から数枚生えている。
尾刺は尾節 (telson) 由来とされ、最後の脚の直後から生えており、尾部後端の棘の間から後方に突き出す。胸部の半分以上に長く、十数の節に分かれており、基部には2対の細い構造体がある。

## 生理学と生態
レティファシスは底生性の海洋生物であったと考えられる。内肢の内突起は採餌で役に立つとされるが、原節は単調で、硬い餌を砕ける他の節足動物の脚（シドネイア、エオレドリキア、カブトガニ類など）に見られるような頑丈な顎基 (gnathobase) をもたないため、強力な咀嚼や粉砕力に依存しない腐肉食者であったと考えられる。尾刺は左右と腹面に可動で、防御・ステアリング・感覚に用いられたとされる。尾刺基部の細い構造体は生殖の機能を担う可能性がある。また、尾部の脚は大型個体の方が多いため、ある程度の増節変態 (anamorphic ontogeny) を経て成長したことも示唆される。また、背板の網目状構造は外骨格を補強した可能性が高く、前述した傾向により成長に連れてその大きさと生える面積が減少すると考えられる。

## 分類
レティファシスは古生物のみ知られる節足動物の分類群Artiopoda類に分類される。Hou & Bergström 1997 ではレティファシスはスクアマクラ (Squamacula) と共にRetifaciida目Retifaciidae科に分類され、これが更にNektaspida類と共にNectopleura類に分類されていた。しかしこれは多くの系統解析に否定的とされ、レティファシスはむしろ三葉虫・Conciliterga類・Nektaspida類・Xandarellida類より早期に分岐した基盤的な三葉形類で、同様に尾部と分節した尾刺を兼ね備えるピグマクレイペアトゥス (Pygmaclypeatus) との類縁関係の方が支持される。

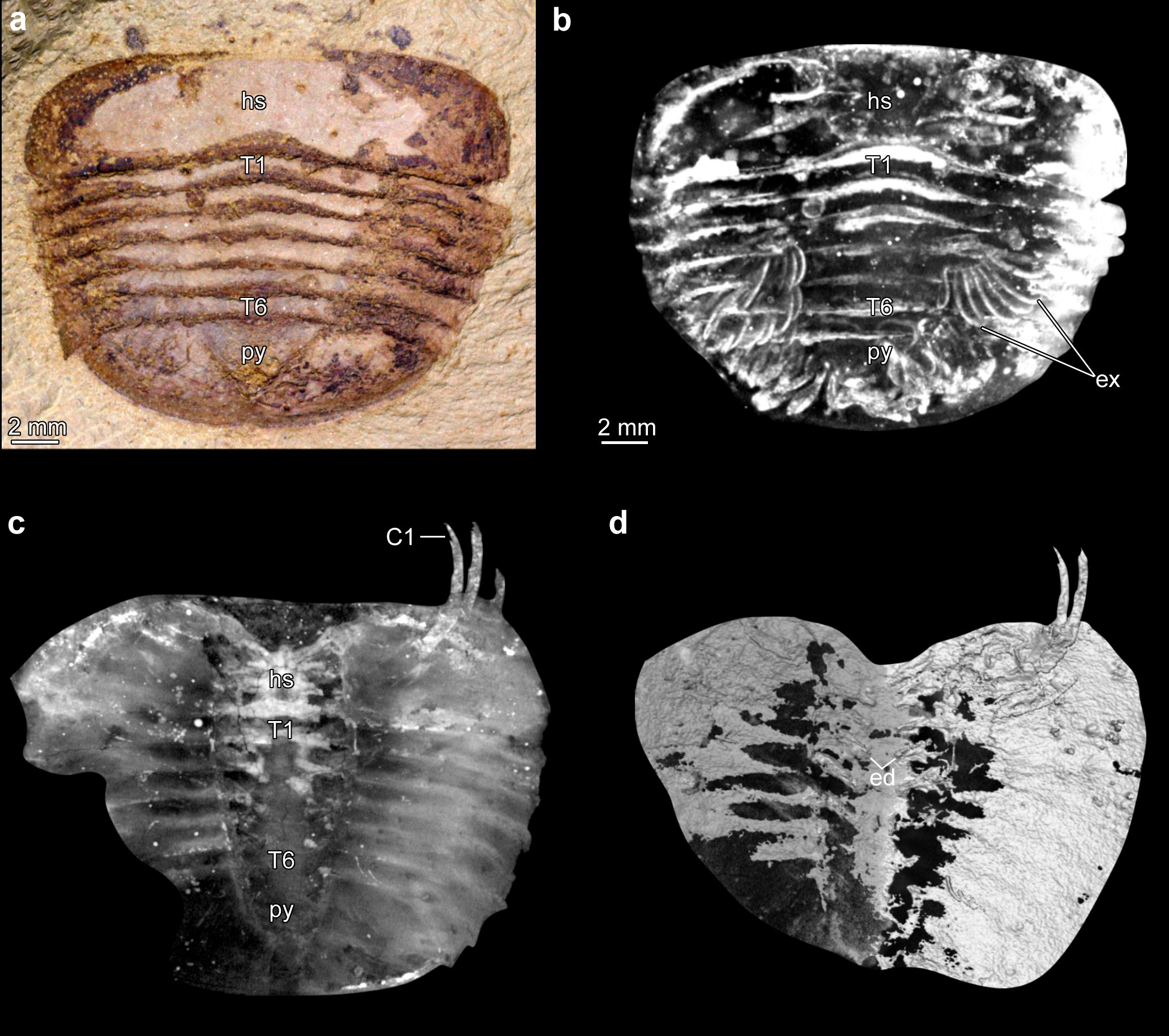
ピグマクレイペアトゥス

2022年現在、レティファシス（レティファシス属 Retifacies）は模式種（タイプ種）である Retifacies abnormalis のみによって知られている。かつてはもう一つの種 Retifacies longispinus が記載されていたが、Luo et al. 1999 により Retifacies abnormalis のジュニアシノニムとされるようになった。